# Ian MacDonald
Ian MacDonald (eigentlich Ulva W. Pippy, * 28. Juni 1914 in Great Falls, Montana; † 11. April 1978 in Bozeman, Montana) war ein US-amerikanischer Schauspieler sowie gelegentlicher Filmproduzent und Drehbuchautor.

## Leben
Ulva W. Pippy wurde als Sohn des Pfarrers William Pippy in Montana geboren. Erste Schauspielerfahrungen sammelte er in Schultheaterstücken der Helena High School in Helena. Er führte die Schauspielerei als Hobby auch während seiner Collegezeit am Intermountain College in Helena weiter. Nach dem Collegeabschluss unterrichtete er zwei Jahre als Lehrer, ehe er sich entschloss, es als professioneller Schauspieler zu versuchen. Er zog in die Nähe Hollywoods und nahm ein Schauspielstudium am Pasadena Playhouse auf, nebenbei arbeitete er als Tellerwäscher. Für seine Schauspielkarriere wählte Ulva Pippy den Künstlernamen Ian MacDonald, MacDonald war der Mädchenname seiner Mutter.
In der Rolle eines Handlangers in dem Hopalong-Cassidy-Western Stick to Your Guns gab MacDonald im Jahr 1941 sein Filmdebüt. Danach kam er schnell zu einigen guten Nebenrollen; als seine Lieblingsrolle bezeichnete er in späteren Jahren die des Butch Raglan in dem Abenteuerfilm The Adventures of Martin Eden mit Glenn Ford, eine Verfilmung von Jack Londons Roman Martin Eden. Ab 1942 wurde MacDonalds gerade erst begonnene Filmkarriere für vier Jahre unterbrochen: er diente im Rahmen des Zweiten Weltkriegs bei den United States Army Signal Corps und hatte bei seiner ehrenhaften Entlassung im April 1946 den Rang eines Captains erreicht.
In der Nachkriegszeit setzte MacDonald seine Filmkarriere in Nebenrollen fort, wobei er besonders häufig in Western auftrat. Mit seiner bulligen Statur wurde er oftmals auf Schurken oder deren Handlanger besetzt, aber auch mehrfach auf Offiziere oder Sheriffs. 1949 spielte er an der Seite von Spencer Tracy und James Stewart in Richard Thorpes Abenteuerfilm Malaya. Seine nachhaltigste Bekanntheit erreichte MacDonald aber 1952 durch Fred Zinnemanns oscarprämiertem Westernklassiker Zwölf Uhr mittags (1952), in dem er als erst gegen Filmende in Erscheinung tretender Schurke Frank Miller den Gegenspieler von Gary Coopers Sheriff verkörperte. Mit Burt Lancaster und Charles Bronson spielte MacDonald in Massai – Der große Apache, mit Rock Hudson in Taza, der Sohn des Cochise (beide 1954). Ebenso trat er in den 1950er-Jahren als Gastdarsteller in vielen Fernsehserien in Erscheinung, darunter Rauchende Colts und Abenteuer im wilden Westen.
Zudem arbeitete MacDonald in den 1950er-Jahren auch hinter der Kamera: Zwischen 1955 und 1956 fungierte er als Associate Producer bei vier Filmen, und er schrieb die Drehbücher zu den beiden B-Movie-Western The Lonesome Trail und The Silver Star (beide 1955). 
Nach über 90 Film- und Fernsehproduktionen beendete MacDonald in den frühen 1960er-Jahren seine Laufbahn beim Film. Der Hauptgrund für seinen  frühen Rückzug mit nicht einmal 50 Jahren lag in gesundheitlichen Problemen begründet, darunter seiner Parkinson-Erkrankung. Er zog in seinen Heimatbundesstaat Montana zurück und starb dort 1978 im Alter von 63 Jahren an einem Herzinfarkt. Er hinterließ seine Ehefrau Shirley Ray Kannegaard, die er 1967 in zweiter Ehe geheiratet hatte.

## Filmografie (Auswahl)
- 1941: Stick to Your Guns
- 1941: Sein letztes Kommando (They Died with Their Boots On)
- 1942: The Adventures of Martin Eden
- 1946: The Strange Woman
- 1947: Die Farm der Gehetzten (Ramrod)
- 1947: Verfolgt (Pursued)
- 1947: Das tiefe Tal (Deep Valley)
- 1947: Die schwarze Natter (Dark Passage)
- 1948: Der Superspion (A Southern Yankee)
- 1948: Nachtclub-Lilly (Road House)
- 1948: Der Richter von Colorado (The Man from Colorado)
- 1949: Die Braut des Maharadscha (Song of India)
- 1949: Skandal im Sportpalast (Joe Palooka in the Big Fight)
- 1949: …und der Himmel lacht dazu (Les Sœurs casse-cou)
- 1949: Sprung in den Tod (White Heat)
- 1949: Kesselschlacht (Battleground)
- 1949: Malaya
- 1950: Montana
- 1950: Frau am Abgrund (Whirlpool)
- 1950: Im Lande der Comanchen (Comanche Territory)
- 1950: Das Geheimnis der schwarzen Bande (Colt .45)
- 1950: Gnadenlos gehetzt (The Lawless)
- 1950: Faustrecht der Großstadt (Where the Sidewalk Ends)
- 1950: Der Wüstenfalke (The Desert Hawk)
- 1951: Der Todesfelsen von Colorado (New Mexico)
- 1951: Grenzpolizei in Texas (The Texas Rangers)
- 1951: Mississippi-Melodie (Show Boat)
- 1951: Frauenraub in Marokko (Ten Tall Men)
- 1951: Strandräuber in Florida (The Barefoot Mailman)
- 1952: This Woman is Dangerous
- 1952: Die roten Teufel von Arizona (Flaming Feather)
- 1952: Zwölf Uhr mittags (High Noon)
- 1952: Der Brigant (The Brigand)
- 1952: Der weiße Sohn der Sioux (The Savage)
- 1952: Der Löwe von Arizona (Toughest Man in Arizona)
- 1953: Die silberne Peitsche (The Silver Whip)
- 1953: The Lone Ranger (Fernsehserie, Folge 3x46)
- 1953: Wilde Glut (Blowing Wild)
- 1954: Taza, der Sohn des Cochise (Taza, Son of Cochise)
- 1954: Johnny Guitar – Wenn Frauen hassen (Johnny Guitar)
- 1954: Massai (Apache)
- 1954: Sinuhe der Ägypter (The Egyptian)
- 1954: Mannequins für Rio (They Were So Young)
- 1955: Der Rächer vom Silbersee (Timberjack)
- 1955: Sindbads Sohn (Son of Sinbad)
- 1956: Schach dem Mörder (Accused of Murder)
- 1956: Im Lande Zorros (Stagecoach to Fury)
- 1956, 1958: Abenteuer im wilden Westen (Zane Grey Theater, Fernsehserie, 2 Folgen)
- 1957: Durango Kid, der Rächer (Duel at Apache Wells)
- 1958: Rauchende Colts (Gunsmoke, Fernsehserie, Folge 3x25)
- 1958: Verräter unter uns (Money, Women and Guns)
- 1959: Have Gun – Will Travel (Fernsehserie, Folge 2x21)
- 1959: Warlock
- 1959, 1960: The Rebel (Fernsehserie, 2 Folgen)
- 1960: The Man From Blackhawk (Fernsehserie, Folge 1x15)